# Fünf letzte Tage
Fünf letzte Tage ist ein Film über die Widerstandskämpferin der Weißen Rose Sophie Scholl, der am 16. Oktober 1982 in die deutschen Kinos kam und am 20. Februar 1983 erstmals im Fernsehen gezeigt wurde. Die Rolle Sophie Scholls spielt – wie auch in dem ebenfalls 1982 erschienenen Film Die weiße Rose von Michael Verhoeven – Lena Stolze.

## Handlung
Im Gegensatz zu Sophie Scholl – Die letzten Tage schildert der Regisseur Percy Adlon die letzten fünf Tage der Widerstandskämpferin Sophie Scholl nicht aus Scholls Sicht, sondern aus der Sicht ihrer Mitgefangenen Else Gebel. Scholl und die christliche Sozialistin Gebel kamen sich durch ihren gemeinsamen Zellenaufenthalt näher.
Im Vordergrund des Films steht das Ergehen und die Erschöpfung der zum Tode verurteilten Sophie Scholl und nicht etwa die Gestapo-Verhöre und der Gerichtsprozess. Adlon wollte nur durch diese Einsicht berühren und entdramatisierte die letzten Ereignisse im Leben der Sophie Scholl.

## Rezeption
Das Lexikon des internationalen Films urteilt: „Streng, zurückhaltend und distanziert inszenierte Charakterstudie im Stil eines psychologischen Kammerspiels, die auf narrative Ausschmückung und spektakuläre Dramatisierung verzichtet.“ Die Filmzeitschrift Cinema beschreibt den Film als „sprödes Kammerspiel in bleichen Farben“.

## Auszeichnungen
- Deutscher Filmpreis 1983:
  - Filmband in Gold in der Kategorie „Beste darstellerische Leistungen“ für Irm Hermann
  - Filmband in Gold in der Kategorie „Beste darstellerische Leistungen“ für Lena Stolze
  - Filmband in Silber in der Kategorie „Programmfüllender Spielfilm“
- Internationale Filmfestspiele von Venedig 1982: OCIC-Preis
- Jugendfilmfestival Cannes 1983: Prix des Jeunes
- Bayerischer Filmpreis: Regiepreis